# جورج كروفورد (قانوني)
جورج نولته (من مواليد 3 أكتوبر 1959) هو قاضي ألماني ، وأحد قضاة محكمة العدل الدولية. وهو أستاذ القانون الدولي العام في جامعة هومبولت في برلين، وكان عضوًا في لجنة القانون الدولي التابعة للأمم المتحدة من عام 2007 إلى عام 2021، وشغل منصب رئيسها في عام 2017. وفي نوفمبر 2020، انتخبته الجمعية العامة للأمم المتحدة ومجلس الأمن قاضيًا في محكمة العدل الدولية، وتولى منصبه في 6 فبراير 2021.

## نشأته ودراسته
ولد نولته في بون للمؤرخ والفيلسوف البارز إرنست نولتي وأنيدور مورتييه. درس القانون والعلاقات الدولية والفلسفة في جامعة برلين الحرة وجامعة جنيف من عام 1977 إلى عام 1983. ومن عام 1984 إلى عام 1990 كان زميلًا مبتدئًا في معهد ماكس بلانك للقانون العام المقارن والقانون الدولي في هايدلبرغ، وحصل على حصل على الدكتوراه في القانون من جامعة هايدلبرغ عام 1991 بأطروحته التي بعنوان قانون التشهير في الدول الديمقراطية، وهي تحليل مقارن لألمانيا والولايات المتحدة وفقه الاتفاقية الأوروبية لحقوق الإنسان. بعد حصوله على زمالات زائرة في جامعة لايبزيغ وكلية الحقوق بجامعة نيويورك 1990-1992، كان زميلًا أقدم في معهد ماكس بلانك للقانون العام المقارن والقانون الدولي من 1992 إلى 1999، وحصل على تأهيله في عام 1998 مع كتاب التدخل بناء على دعوة بشأن استخدام القوات الأجنبية للقوة في النزاعات الداخلية.

## حياته المهنية
بين عامي 1999 و2004 شغل منصب أستاذ القانون الدولي العام في جامعة غوتنغن، وكان عميد كلية الحقوق في عام 2004. ومن عام 2004 إلى عام 2008 شغل منصب أستاذ القانون الدولي العام في جامعة لودفيغ ماكسيميليان في ميونيخ، في خلافة برونو سيما. وفي عام 2008، خلف كريستيان توموشات في منصب رئيس قسم القانون الدولي العام في جامعة هومبولت في برلين. وهو أيضًا رئيس مركز الدستورية العالمية في مركز WZB برلين للعلوم الاجتماعية.
في عام 2000 كلفته وزارة الدفاع لقيادة دراسة تقارن الأنظمة الأوروبية للقانون العسكري، على خلفية جهود الاتحاد الأوروبي لإنشاء سياسة الأمن والدفاع المشتركة؛ وأسفرت الدراسة عن كتاب أنظمة القانون العسكري الأوروبي (2003؛ نُشر أيضًا باللغة الألمانية عام 2002). كتب نولت في المقدمة أن احتمال إنشاء قوات مسلحة أوروبية يتطلب فهمًا أفضل للأنظمة القانونية العسكرية الوطنية للدول الأعضاء.
منذ مطلع القرن العشرين، كان زميلًا زائرًا في كلية أول سولز، أكسفورد 2003-2004، وأستاذًا زائرًا في جامعة بانثيون-أساس في عام 2004، وزميلًا زائرًا في برنامج القانون والشؤون العامة بجامعة برينستون 2013-2014. ومن عام 2000 إلى عام 2007 كان عضوًا في اللجنة الأوروبية للديمقراطية من خلال القانون التابعة لمجلس أوروبا، ولجنة البندقية. وهو عضو في المجلس الاستشاري لوزارة الخارجية الألمانية للقانون الدولي العام منذ عام 2006. وهو عضو في المجلس الاستشاري لمجلة جوتنجن للقانون الدولي.
في عام 2007 انتخبته الجمعية العامة للأمم المتحدة عضوا في لجنة القانون الدولي، وأعيد انتخابه في عام 2011، وحصل على أكبر عدد من الأصوات بين جميع المرشحين. وفي داخل لجنة القانون الدولي، قام بتأسيس وترأس مجموعة الدراسة حول "المعاهدات عبر الزمن". وفي عام 2017، انتخب رئيسًا للجنة العمل الدولية.
كان رئيسًا للجمعية الألمانية للقانون الدولي 2013-2017. انتخب عضواً في معهد القانون الدولي عام 2019.

### قاضي محكمة العدل الدولية
في 12 نوفمبر 2020، انتخب قاضيًا في محكمة العدل الدولية، حيث حصل على 160 صوتًا من أصل 193 صوتًا في الجمعية العامة للأمم المتحدة  و14 صوتًا من أصل 15 صوتًا في مجلس الأمن. بدأ فترة ولايته البالغة تسع سنوات في 6 فبراير 2021. وقال وزير الخارجية هايكو ماس إن نولتي "أحد أشهر علماء القانون الدوليين في العالم".

## التعليم
تعلم في جامعة هايدلبرغ
.